# Medway, Massachusetts
Medway är en kommun (town) i Norfolk County i delstaten Massachusetts, USA. Kommunen grundades officiellt år 1713. Vid 2020 års folkräkning hade Medway 13 115 invånare.